# Positano
Positano est une commune de la province de Salerne dans la Campanie en Italie, station balnéaire réputée de la côte amalfitaine.
Selon une légende, Neptune, le dieu de la mer, aurait fondé Positano, par amour pour une nymphe[réf. souhaitée].
La ville a lancé la mode des sandales ouvertes dans les années 1950 qui ont été vendues dans le monde entier et sont encore connues sous l'appellation sandales de Positano.

## Administration
| Période                                  | Période  | Identité         | Étiquette | Qualité |
| ---------------------------------------- | -------- | ---------------- | --------- | ------- |
| 5 avril 2005                             | En cours | Domenico Marrone |           |         |
| Les données manquantes sont à compléter. |          |                  |           |         |

### Hameaux
- frazioni : Montepertuso, Nocelle.
- îles : Gallo Lungo, La Rotonda, Dei Briganti au nord de la Rotonda.

### Communes limitrophes
Agerola, Pimonte, Praiano, Vico Equense.

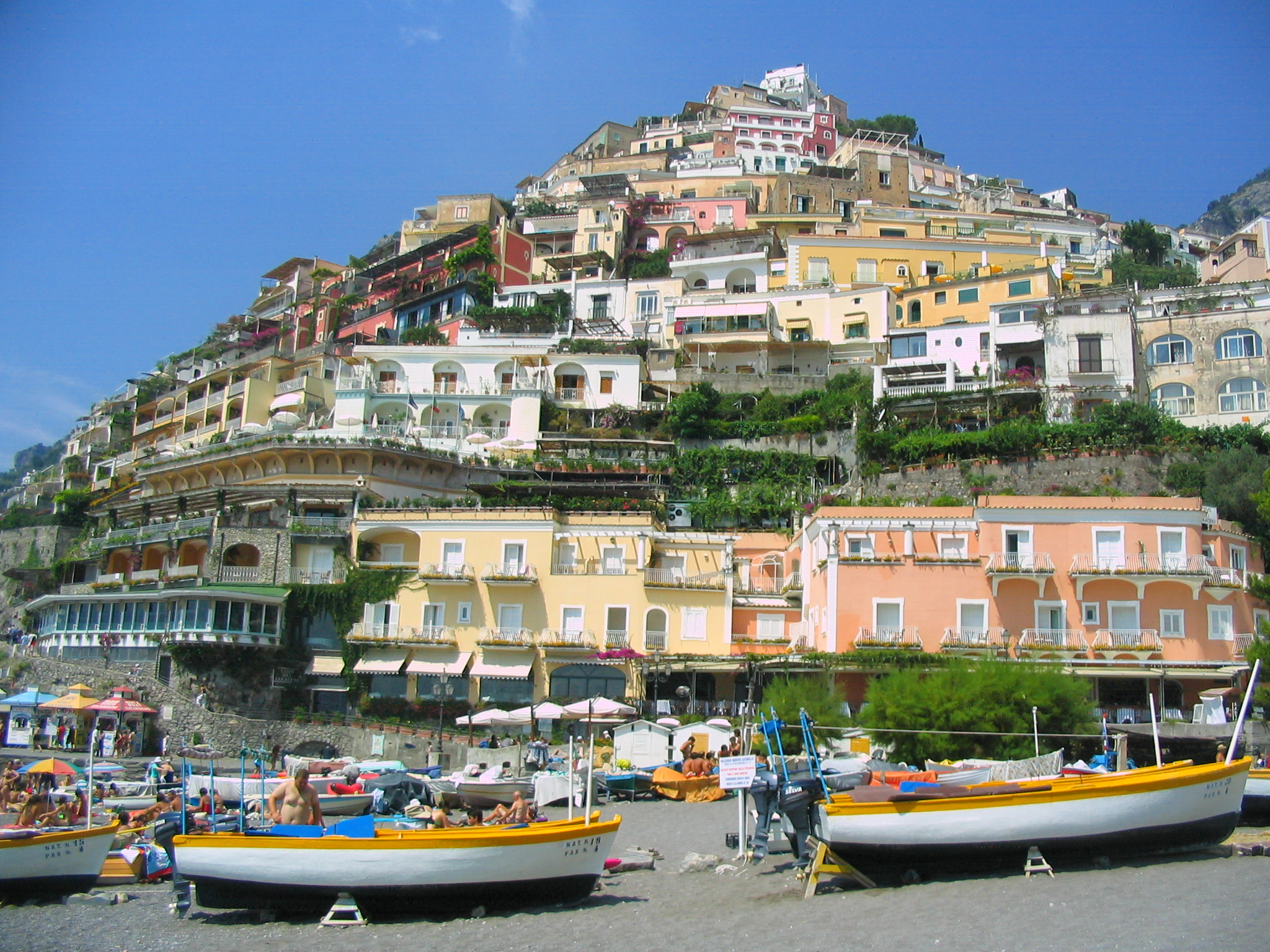
Vue de Positano depuis la plage.

## Chapelle San Pietro
La chapelle San Pietro est située à la sortie de Positano. Sur sa façade, s'entrelacent des bougainvilliers rouges et au-dessus de l'entrée Saint Pierre, « le prince des apôtres », semblent confier les clés du paradis. À l'intérieur, tout l'espace est tendu vers la fenêtre panoramique qui s'ouvre sur la mer Tyrrhénienne. Du belvédère situé derrière la vitre, la station balnéaire de Positano se donne à voir comme un tableau impressionniste, avec son harmonieuse juxtaposition de touches roses, jaunes et blanches.

## Église Santa Maria Assunta
Repérable par son campanile édifié en 1707 en plein centre de Positano, l'église d'aujourd'hui résulte de travaux réalisés de 1777 à 1782. L'intérieur comprend trois nefs, cinq arcs et cinq chapelles le long des nefs. De nombreux tableaux et fresques datés des XVe et XVIe siècles rappellent l'origine mouvementée de cette église sur les ruines de l'abbaye existant des Xe et XVe siècles.